# Schwarmstadt
Eine Schwarmstadt ist eine Stadt mit einer Nettozuwanderung an jungen Menschen.
Zwar existiert eine grundsätzliche Tendenz zur Wanderungsbewegung vom Land in die Stadt (Landflucht), doch
unterscheidet sich dieses Siedlungsverhalten junger Bevölkerungsschichten in einem selektiven Zuzug in relativ wenige Schwarmstädte. Bei den vielfältigen Triggerfaktoren wird insbesondere die Reurbanisierung identifiziert, die Ausdruck einer gesteigerten Wertschätzung der kulturellen Möglichkeiten im städtischen Umfeld darstellt.
Bei der Einschätzung der Nachhaltigkeit der Zuzugsbewegung sind neben diversen sozio-ökonomischen Faktoren insbesondere die Quellgebiete der Zuziehenden zu berücksichtigen.

## Geschichte des Begriffs
In der öffentlichen Wahrnehmung tauchte der Begriff aus der Demographie in den 2010er Jahren auf. Der Gegenbegriff zur Schwarmstadt ist eine Schwundstadt.